# ميوكي هاشيموتو
ميوكي هاشيموتو (باليابانية: 橋本みゆき؛ بالكانا: はしもと みゆき) هي مغنية ومغنية مؤلفة يابانية، ولدت في 14 مايو 1980 في سايتاما في اليابان.

## وصلات خارجية
- الموقع الرسمي
- ميوكي هاشيموتو على موقع ميوزك برينز (الإنجليزية)
- ميوكي هاشيموتو على موقع أول ميوزيك (الإنجليزية)
- ميوكي هاشيموتو على موقع ديسكوغز (الإنجليزية)